# ゴルフネットワーク
ゴルフネットワーク（GOLF NETWORK）は、番組供給事業者のジュピターゴルフネットワーク株式会社が運営するゴルフ専門チャンネル。

## 概要
- 1996年10月1日開局。供給先であるケーブルテレビ局、スカパー!プレミアムサービス（標準画質放送の衛星一般放送事業者はジュピターサテライト放送、ハイビジョン放送の衛星一般放送事業者はスカパー・ブロードキャスティング）およびスカパー!（東経110度CS放送）（衛星基幹放送事業者はインタラクティーヴィ）にて視聴可能である。
- 視聴可能世帯数は約690万世帯（2009年5月現在）[1]。
- 特に海外ツアーの中継が充実している。4大メジャー大会のうち、男子は全米オープン、全英オープンに加え、全米プロゴルフ選手権（2009 - 2011年）の放映権を獲得[2][注 1]、また、メジャー以外のPGAツアー全試合の中継を行っている。
- 特に、全英オープンゴルフが開催される日は当日の最初の選手の1番ホールのティーオフから最後の選手の18番ホールでのホールアウトまでの全編を完全ノーカットで生中継だけでなく、そのままノーカット再放送するため、ほぼ終日が全英オープン一色の編成となる。また全米オープンが開催される日も全英ほどではないが、延べ1日あたり7-9時間の長丁場で中継がなされる。このため解説者は番組の前半・後半で出演者を入れ替える。
- 一方、女子は2009年までは4大メジャー全試合を衛星生中継、LPGAツアーも放送していたが、2010・2011年は全米女子オープン、全英女子オープンの2試合のみの中継となった[3]（ほとんどの試合はWOWOWで中継）。
- レッスン番組では内藤雄士、江連忠など人気のプロコーチが出演している。
- 2010年6月1日からスカパー!HD（現・スカパー!プレミアムサービス）・スカパー!e2（現・スカパー!）・J:COMで「ゴルフネットワークHD」としてハイビジョン放送を開始した[4]。
- 2011年11月22日、米国Golf Channelとジュピターゴルフネットワークは、ライセンス・配信契約を締結、2012年4月以降米国Golf Channelの番組はすべてゴルフネットワークで放送することになった[5]。そのため、ザ・ゴルフ・チャンネルは2012年3月31日をもって放送終了した。これにより、日本国内のゴルフ専門チャンネルは『ゴルフネットワーク』に一本化され、ゴルフネットワークのロゴマークも従来のものにGolf Channelのロゴを加えたものへと変更された。
- 2013年6月30日 - スカパー!プレミアムサービス光にて標準画質放送を終了し、ハイビジョン放送に完全移行した。
- 2014年3月31日 - ジュピターゴルフネットワークがYourGolf Onlineを子会社化。
- 2014年5月20日 - YourGolf Onlineが運営するスコア管理アプリを「ゴルフネットワークプラス」にリニューアル。
- 2015年1月 - J:COMオンデマンドアプリでのライブ配信を開始。
- 2015年4月1日 - 定額制動画配信サービス「GOLF NETWORK PLUS TV」を開始。
- 2016年12月1日 - スカパー!プレミアムサービスの衛星一般放送事業者が、スカパー・ブロードキャスティングからスカパー・エンターテイメントに変更された。
- 2016年12月31日 - ゴルフ・チャンネルとの提携解消により、ゴルフセントラルなどゴルフ・チャンネル制作の番組が終了。ヨーロピアンツアーやLPGAツアーなどゴルフ・チャンネル制作番組の放送はAbemaTVに継承された。チャンネルのロゴマークも、Golf Channelのロゴ部分が消滅した。

## 主な番組
- 4大メジャー大会
  - 男子
    - 全米オープン
    - 全英オープン
    - 全米プロゴルフ選手権（2009 - 2011年）
- ライダーカップ
- プレジデンツカップ

いずれも大会後の再放送に関しては3時間に再編集される。
- PGAツアー
  - 基本的に予選ラウンド～決勝ラウンドは生中継。
- チャンピオンズツアー
  - 原則当該週大会の翌週木曜日に放送。
- DPワールドツアー
  - ロレックスシリーズ大会を中心に放送。
- ジャパンゴルフツアー
  - 特に注目の大会については、地上波での夕方の録画中継の前に、地上波各局からの裏送りで「とことん1番ホール生中継」と銘打たれた生中継が実施される場合がある。
- JLPGAツアー
- JGA主催競技（アマチュア中心）
- GN Weekly -ゴルフネットワークウィークリー-（キャスター：湯原信光、岩瀬惠子）
- ゴルファーズ倶楽部
- FUSION -アスリートたちの競演-
- 牧野裕のEnjoy Golf
- めざせシングルプレーヤー
- ゴルフクリニック
- 秘伝!プロの技!!
- 別冊　秘伝の技!!
- ツアープロコーチ 内藤雄士 Golfer's Base
- 内藤雄士　サイエンスレッスン
- 石渡俊彦 ファンクショナルゴルフ
- 石渡俊彦 ゴルフマジック
- 江連忠のGRADE.GOLF（SUN-TV共同制作）
- 村口史子のグッドゴルフ（チバテレ共同制作）
- TEAM SERIZAWA
- 奥田靖己のゴルフ心
- 芹澤信雄のショートレッスン
- ツアーファイル
- Sweet Golf〜わたしのゴルフスタイル
- ゴルファーズ・カフェ
- GOLF武勇伝（SUN-TV共同制作）
- プロゴルファー最強伝説
- GO GO GOLF!TV
- Global Players Club
- ギア エレメンツ
- MONTHLY GOLF
- あすゴル!

ほか